# Championnats d'Afrique d'escrime 2009
Navigation
Édition précédente Édition suivante
Les championnats d’Afrique d'escrime 2009 se sont disputés à Dakar au Sénégal entre le 5 août 2009 et le 9 août 2009. La compétition organisée par la Fédération sénégalaise d'escrime, sous l'égide de la Confédération africaine d'escrime a vu s'affronter des tireurs des différents pays africains lors de 12 épreuves différentes.

## Fleuret

### Hommes
| Épreuve     | Or                                                                 | Argent                                                     | Bronze                                                  |
| ----------- | ------------------------------------------------------------------ | ---------------------------------------------------------- | ------------------------------------------------------- |
| Individuel  | Alaaeldin Abouelkassem                                             | Tarek Ayad                                                 | Mohamed Ayoub Ferjani Tarek Madgy                       |
| Par équipes | Égypte Alaaeldin Abouelkassem Tarek Ayad Ahmed Khodair Tarek Magdy | Tunisie Mohamed Ayoub Ferjani Karim Kamoun Mohamed Samandi | Afrique du Sud Ashley Marais Jarryd New Jacques Viljoen |

### Femmes
| Épreuve     | Or                                                            | Argent                                                              | Bronze                                                      |
| ----------- | ------------------------------------------------------------- | ------------------------------------------------------------------- | ----------------------------------------------------------- |
| Individuel  | Inès Boubakri                                                 | Shaimaa El Gammal                                                   | Haïfa Jabri Iman Shaban                                     |
| Par équipes | Tunisie Sarra Besbes Inès Boubakri Mariem Fazzani Haïfa Jabri | Égypte Farah El Batrawy Shaimaa El Gammal Nada El Sadi Eman Shaaban | Maroc Hanane Atif Imane Bendahbi Houda Lamzalaz Hind Nekari |

## Épée

### Hommes
| Épreuve     | Or                                                 | Argent                                                     | Bronze                                                   |
| ----------- | -------------------------------------------------- | ---------------------------------------------------------- | -------------------------------------------------------- |
| Individuel  | Ayman Alaa El Din Fayez                            | Ahmed El Kafrawy                                           | Mohamed Ayoub Ferjani Mohannad Saif                      |
| Par équipes | Égypte Ahmed El Kafrawy Ahmed Elsaghir Ayman Fayez | Tunisie Mohamed Ayoub Ferjani Karim Kamoun Mohamed Samandi | Maroc Amine Faleh El Mehdi Goumry Aziz Karim Aissam Rami |

### Femmes
| Épreuve     | Or                                                                   | Argent                                                          | Bronze                                                                    |
| ----------- | -------------------------------------------------------------------- | --------------------------------------------------------------- | ------------------------------------------------------------------------- |
| Individuel  | Sarra Besbes                                                         | Mona Abdel Aziz                                                 | Imène Ben Chaabane Aya El Sayed                                           |
| Par équipes | Tunisie Imène Ben Chaabane Sarra Besbes Inès Boubakri Mariem Fazzani | Égypte Sara Abd El Aziz Aya El Sayed Mona Hassanein Eman Hossam | Afrique du Sud Adele Du Plooy Caroline Kemp Anne McDonald Giselle Vicatos |

## Sabre

### Hommes
| Épreuve     | Or                                                                    | Argent                                                                | Bronze                                                               |
| ----------- | --------------------------------------------------------------------- | --------------------------------------------------------------------- | -------------------------------------------------------------------- |
| Individuel  | Mamadou Keïta                                                         | Ihed Ben Chaâbane                                                     | Souhaieb Sakrani Mahmoud Samir                                       |
| Par équipes | Tunisie Amine Akkari Iheb Ben Chaabene Mohamed Rebaï Souhaieb Sakrani | Égypte Mahmoud Abd El Ghafour Mahmoud Elbakry Tamim Ghazy Mannad Zeid | Sénégal Moustapha Diagne Mamadou Keïta Ibrahima Keïta Ibrahima Konte |

### Femmes
| Épreuve     | Or                                                                 | Argent                                                                       | Bronze                                                      |
| ----------- | ------------------------------------------------------------------ | ---------------------------------------------------------------------------- | ----------------------------------------------------------- |
| Individuel  | Azza Besbes                                                        | Chaima Fathalli                                                              | Amira Ben Chaabane Hela Besbes                              |
| Par équipes | Tunisie Amira Ben Chaabane Azza Besbes Hela Besbes Chaima Fathalli | Sénégal Mame Coura Gueye Adja Yacine Sarr Anna Seck Touré Ndeye Saly Yansane | Maroc Hanane Atif Imane Bendahbi Houda Lamzalaz Hind Nekari |

## Tableau des médailles
| Rang  | Nation         | Or | Argent | Bronze | Total |
| ----- | -------------- | -- | ------ | ------ | ----- |
| 1     | Tunisie        | 7  | 4      | 7      | 18    |
| 2     | Égypte         | 4  | 7      | 5      | 16    |
| 3     | Sénégal        | 1  | 1      | 1      | 3     |
| 4     | Maroc          | 0  | 0      | 3      | 3     |
| 5     | Afrique du Sud | 0  | 0      | 2      | 2     |
| TOTAL | TOTAL          | 12 | 12     | 18     | 42    |